# Enicospilus pungens
Enicospilus pungens là một loài tò vò trong họ Ichneumonidae.